# بلوسلاو
بلوسلاو (به بلغاری: Белослав) شهری در استان وارنا کشور بلغارستان است که جمعیت آن در سال ۲۰۰۱ میلادی ۸٬۰۷۱ نفر بوده‌است.